# Boris Tokariew
Boris Siergiejewicz Tokariew, ros. Борис Сергеевич Токарев (ur. 16 maja 1927 w Niewinnomyssku, zm. 17 grudnia 2002 w Moskwie) – rosyjski lekkoatleta (sprinter) startujący w barwach ZSRR, dwukrotny wicemistrz olimpijski.
Zdobył srebrny medal w sztafecie 4 × 100 metrów (w składzie: Tokariew, Lew Kalajew, Lewan Sanadze i Władimir Suchariew) na igrzyskach olimpijskich w 1952 w Helsinkach. Zdobył brązowy medal w tej samej konkurencji na mistrzostwach Europy w 1954 w Bernie (sztafeta radziecka biegła w składzie: Tokariew, Wiktor Riabow, Sanadze i Łeonid Barteniew).
Na kolejnych igrzyskach olimpijskich w 1956 w Melbourne ponownie zdobył srebrny medal w sztafecie 4 × 100 metrów (w składzie: Barteniew, Tokariew, Jurij Konowałow i Suchariew). Zajął również 5. miejsce w finale biegu na 200 metrów, a w biegu na 100 metrów odpadł w półfinale. Wywalczył brązowy medal w sztafecie 4 × 100 metrów (w składzie: Tokariew, Edwin Ozolin, Konowałow i Barteniew) na mistrzostwach Europy w 1958 w Sztokholmie.
Zdobył srebrny medal w biegu na 100 metrów na Akademickich Mistrzostwach Świata (UIE) w 1955 w Warszawie.
Był mistrzem ZSRR w biegu na 100 metrów w 1955 i 1956 oraz w sztafecie 4 × 100 metrów w 1953, 1954 i 1956.
Był rekordzistą ZSRR w biegu na 200 metrów z czasem 20,9 s (20 lipca 1955 w Moskwie) i trzykrotnym w sztafecie 4 × 100 metrów do wyniku 39,8 s (1 grudnia 1956 w Melbourne). Wyrównał również rekord ZSRR w biegu na 100 metrów czasem 10,3 s (4 czerwca 1956 w Kijowie).